# 當銘直美
當銘 直美（とめ なおみ、1996年6月19日 - ）は、静岡県磐田市出身の女子競輪選手。日本競輪選手会愛知支部所属、ホームバンクは名古屋競輪場。日本競輪学校（当時。以下、競輪学校）第114期生。師匠は新田康仁（74期）。実妹は同じく競輪選手の當銘沙恵美（118期）。
苗字である當銘（のうちの當）は旧字体であるため、新聞などのマスコミでは当銘 直美と表記されている。

## 経歴
中学生のころテレビで観たガールズケイリン1期生の特集に影響を受け、ガールズケイリン選手を目指すようになる。妹の沙恵美が当時通学していた浜松学院中学校は中高一貫校でもあり、高校には自転車競技部があったこと、そして沙恵美からも誘われたこともあり、自身も浜松学院高校に進学、自転車競技を始める。2014年インターハイポイントレースおよびスクラッチで出場。
競輪学校は第110期を受験するも不合格となる。その後、豊橋競輪場が行っている「ガールズケイリン育成プロジェクト（T-GUP）」に加入、2016年1月14日、競輪学校第112回技能試験で二度目の受験で合格。同年5月に競輪学校112期生として入学するも、在学中に規則違反（詳細は不明）で停学処分となり帰郷を余儀なくされる。同期の中には同様に規則違反で退学した者もいたが、自身は師匠など周囲のサポートもあり心を入れ替えて定期的に学校に日記を提出しながら練習を続け、翌2017年4月の復学試験に合格、114期生として再入学した。在校競走成績は14位（4勝）。
2018年7月11日、防府競輪場でデビューし6着。初勝利は同年9月29日の取手競輪場、初優勝は2019年4月8日の静岡競輪場で挙げた。
2020年7月より、ホームバンクを名古屋競輪場に変更した。
2023年辺りから力をつけ、特別競走に出場するようになる。特にビッグレースでは強力な先行選手の後位を確保して着順上位に食い込むマーク戦法を駆使してレベルアップし、2024年は6月のGI・パールカップで予選・準決勝と連勝で勝ち上がって西日本女王となり初の決勝進出（5着）、7月のFII・ガールズケイリンフェスティバルでも決勝進出し3着、11月のGI・競輪祭女子王座戦でも決勝進出し同期の佐藤水菜マークから3着と活躍した。